# Infrastruktura magazynowa
Infrastruktura magazynowa – zespół obiektów i urządzeń umożliwiających prawidłowe magazynowanie produktów w ramach realizowanych procesów logistycznych. Zalicza się do niej budowle magazynowe i urządzenia magazynowe.
Budowla magazynowa jest konstrukcją inżynierską zaprojektowaną i wykonaną w sposób, który spełnia wymagane warunki sprawnego i bezpiecznego wykonywania czynności procesu magazynowania oraz zabezpiecza wymagane przez zapasy warunki przechowywania.
Podział budowli magazynowych określony został w normie PN-81/B-01012 Budowle magazynowe. Obejmuje podział, nazwy i określenia.
Budowle magazynowe dzielą się na trzy zasadnicze grupy budowli:
- otwarte (składowiska, place składowe), którymi są wydzielone na otwartej przestrzeni place o nawierzchni gruntowej lub twardej,
- półotwarte, którymi są wydzielone z otwartej przestrzeni za pomocą wybudowanych przegród (pionowych i/lub poziomych) obiekty posiadające minimum jeden nieosłonięty bok,
- zamknięte, którymi są obiekty budowlane całkowicie wydzielone z otwartej przestrzeni za pomocą wybudowanych pionowych i poziomych przegród.

Wśród otwartych budowli magazynowych rozróżnia się place składowe (składowiska) o nawierzchni:
- gruntowej, z gruntu rodzimego lub dowiezionego (ulepszonego mechanicznie lub chemicznie),
- twardej, charakteryzującej się grubością ponad 0,12 m i wytrzymałością na ściskanie co najmniej 100 MPa (mierzona dla nowej nawierzchni przy najgorszych warunkach zawilgocenia podłoża)

Wśród półotwartych budowli magazynowych rozróżnia się trzy rodzaje budowli:
- zasieki,
- wiaty,
- zbiorniki otwarte.

Jedną z ważniejszych grup budowli magazynowych stanowią budowle zamknięte. Ta grupa budowli magazynowych przeznaczona jest do składowania zapasów nieodpornych na narażenia klimatyczne. Wśród budowli zamkniętych rozróżnia się:
- zbiorniki zamknięte,
- zasobniki,
- silosy,
- budynki magazynowe.

Urządzenia magazynowe to urządzenia umożliwiające prawidłowe przechowanie surowców, materiałów i wyrobów gotowych w procesach magazynowania realizowanych w ramach procesów logistycznych. Do urządzeń magazynowych wykorzystywanych w procesach magazynowania zaliczyć należy: urządzenia do składowania, urządzenia klimatyzacyjno-wentylacyjne, urządzenia ochrony przeciwpożarowej, urządzenia zabezpieczenia.